# Quantum Sports Cars

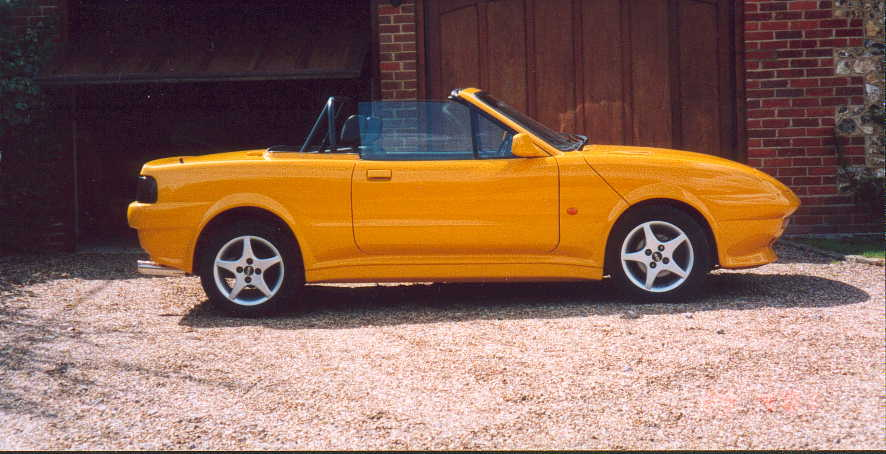
Quantum 2+2 Cabriolet

Quantum Sports Cars Ltd. ist ein britischer Automobilhersteller, der seit 1987 in Loddiswell bei Kingsbridge (Devon) ansässig ist. Die Firma wurde von Mark und Harvey Woodridge gegründet.

## Beschreibung
Das erste Modell war der Quantum Mk. 1, eine Limousine auf Basis des Ford Fiesta, allerdings mit einer längeren, runderen Karosserie. Wegen des gegenüber dem Ford geringeren Gewichtes waren die Fahrleistungen deutlich besser. Die ersten beiden Wagen wurden durch Familie und Freunde getestet. Der dritte Wagen war der erste, der nach einigen Testfahrten durch Automagazine und Werbeveranstaltungen in den Verkauf gelangte.
1991 stellte die Firma eine überarbeitete Version der Limousine her, die auf der zweiten Baureihe von 1984 des Fiesta basierte, der nun in ausreichender Menge zu einem erschwinglichen Preis erhältlich war, um als Spenderfahrzeug für den Quantum zu dienen.
Ab 1993 bot man auch ein 2+2-Cabriolet an, der ebenfalls auf dem Fiesta ’84 aufgebaut war.
Ein 2+2-Modell (mit der Nummer Q2-275, siehe Foto) mit einem 2,0-l-Motor anstatt dem Motor des Fiesta XR2 wurde in vielen Automobilfachzeitschriften (z. B. im KitCar magazine vom August 1999) vorgestellt und auch der BBC für ihr TV-Automagazin Top Gear zur Verfügung gestellt. Jeremy Clarkson und seine Frau fuhren es und verglichen es mit Großseriensportwagen, wie dem Mazda MX5. Die einzigen Beschwerden betrafen den Geruch der neuen GFK-Teile.
Im Mai 2017 wurde Quantum Sports Cars durch Phoenix Automotive Developments übernommen.
Die Firma wird auch von einem aktiven Eignerclub unterstützt.

## Derzeitige Modelle
Nach dem Eigentümerwechsel und dem Umzug nach Devon im Jahre 2001 bietet die Firma drei weitere Modelle als Alternativen zum 2+2 an, die alle als Bausatz oder fertig montiert erhältlich sind. Die neue Fabrik (Xtreme Works genannt) hat nun Werkstätten, eine Verkaufsraum, ein Teilelager und eine Ausstellung. Außerdem werden günstige Versicherungstarife, Finanzierungen, Tuning und Service angeboten.
Xtreme

Leichter offener Sportwagen mit zwei Sitzplätzen

Frontmotor / Hinterradantrieb
Napier

Leichter, vollkarossierter Sportwagen mit zwei Sitzplätzen

Frontmotor / Hinterradantrieb
Sunrunner

Strandbuggy mit zwei Sitzplätzen

Frontmotor / Hinterradantrieb
2+2

2+2-Sitzer mit Cabriodach

Frontantrieb